# Praça Demerval Barbosa Moreira
A Praça Dermeval Barbosa Moreira é uma praça situada no centro da cidade de Nova Friburgo. O seu nome é uma homenagem ao médico Dermeval Barbosa Moreira.
Vizinha da praça Getúlio Vargas e da avenida Alberto Braune, contém importantes agências de instituições financeiras em Nova Friburgo, tais como o Bradesco, Banco do Brasil, Unibanco, HSBC e o Banco Real, bem como o prédio do Instituto Estadual de Educação (IENF).
A praça é muito utilizada para manifestações culturais, como teatro de rua, carnaval e outros.

## Galeria

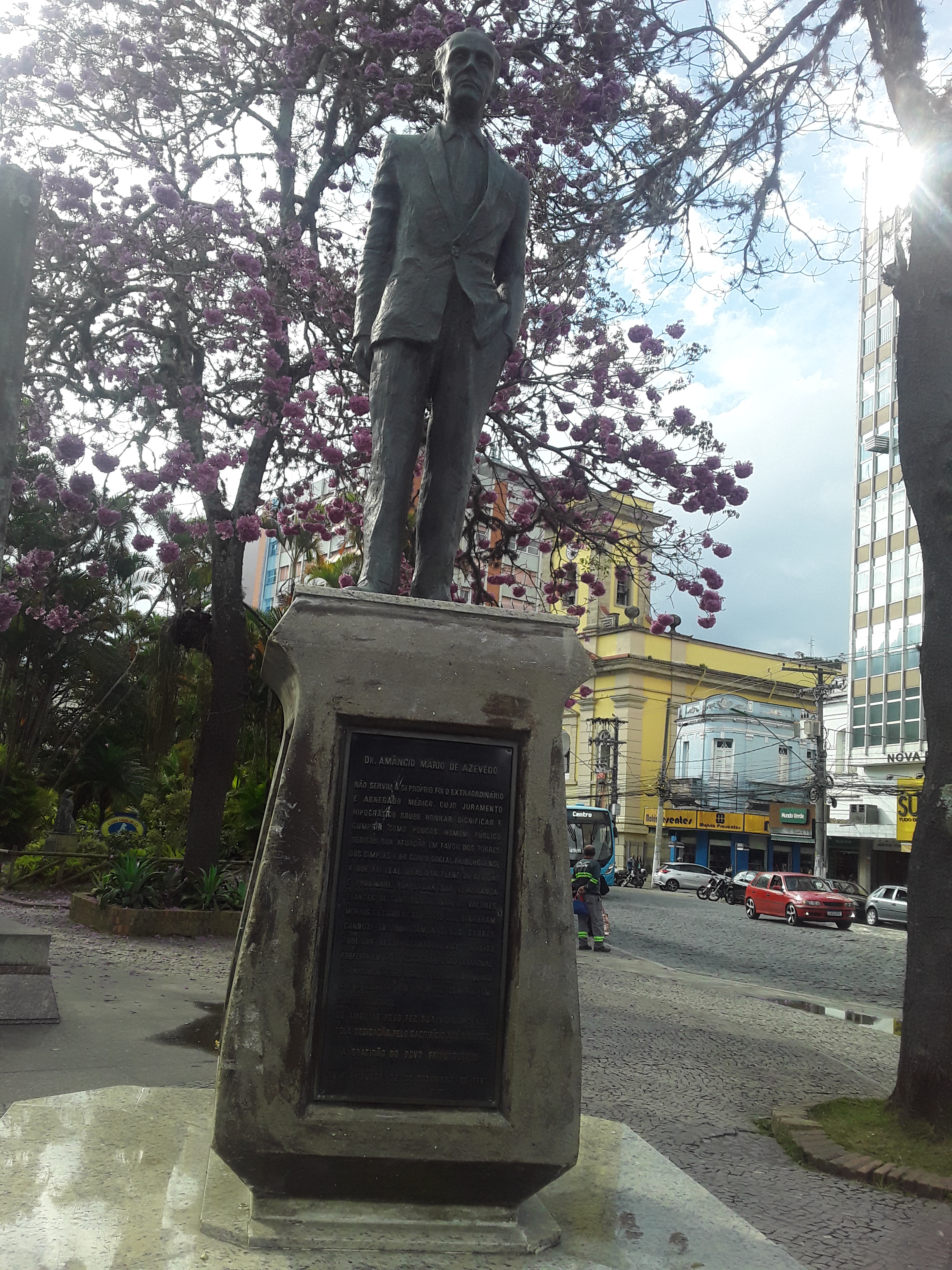
Estátua Dr. Amâncio Mário de Azevedo
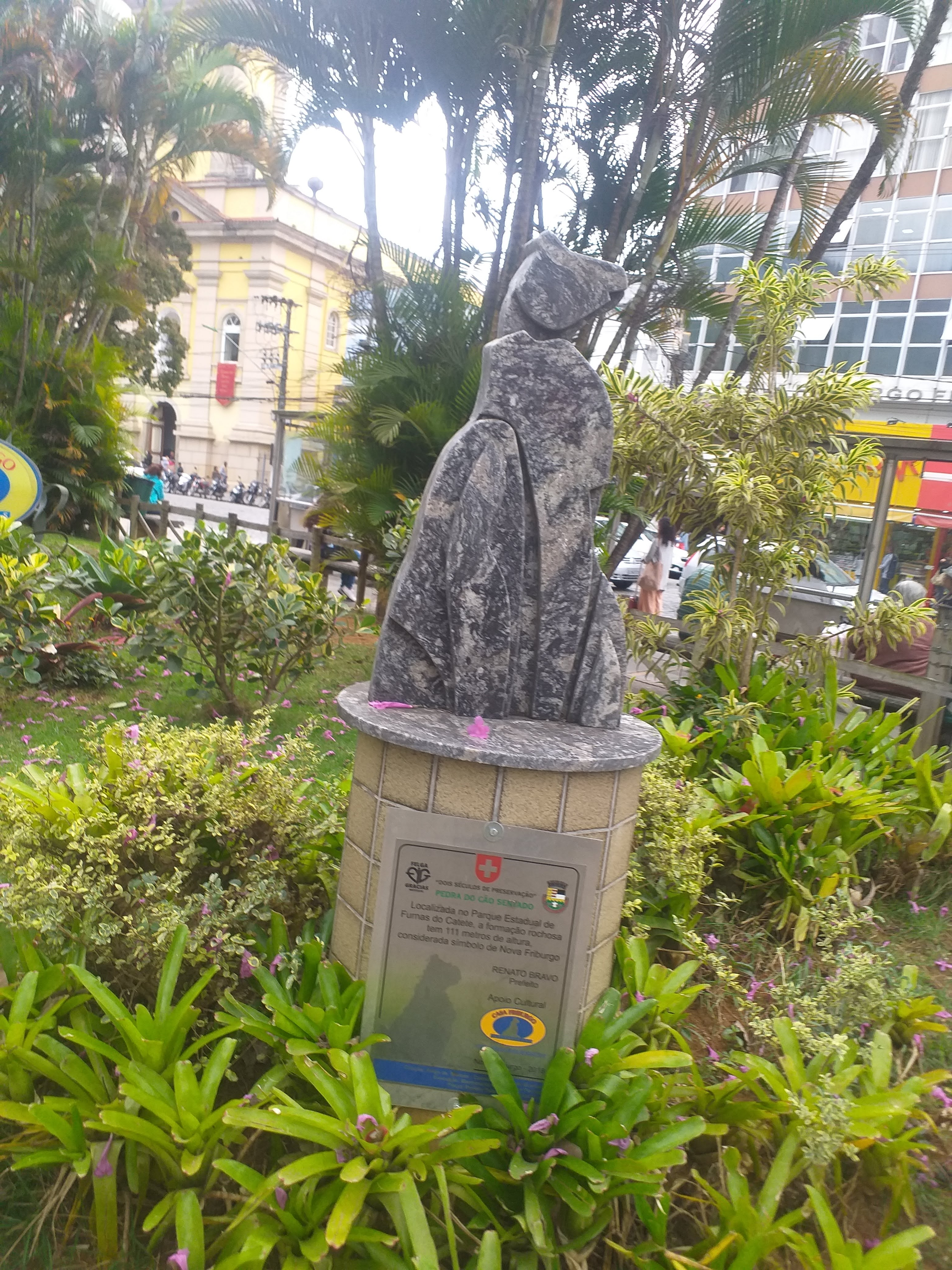
Cão sentado, o logotipo do supermercado Casa Friburgo
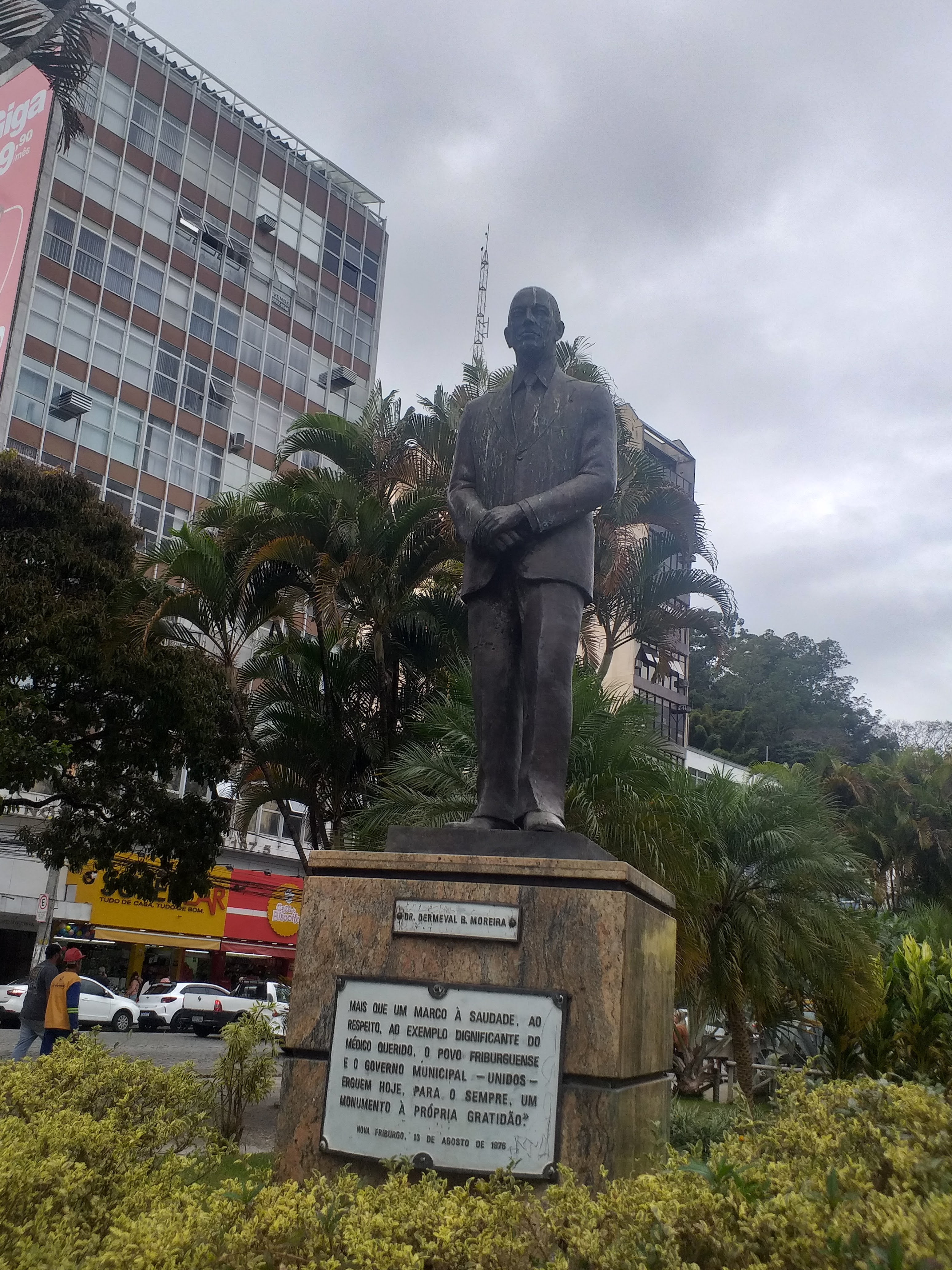
Homenagem à Demerval Barbosa Moreira
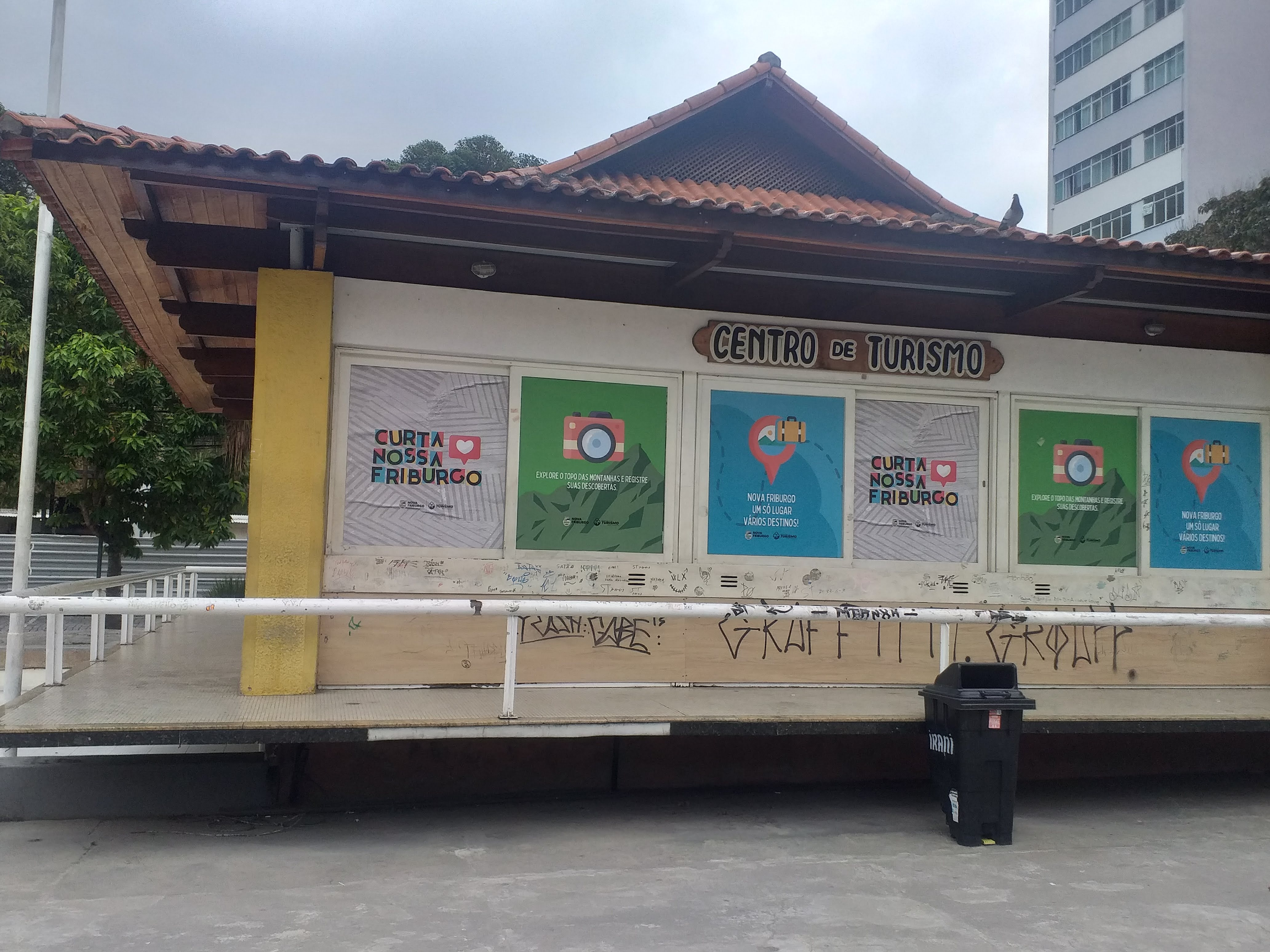
Centro de turismo
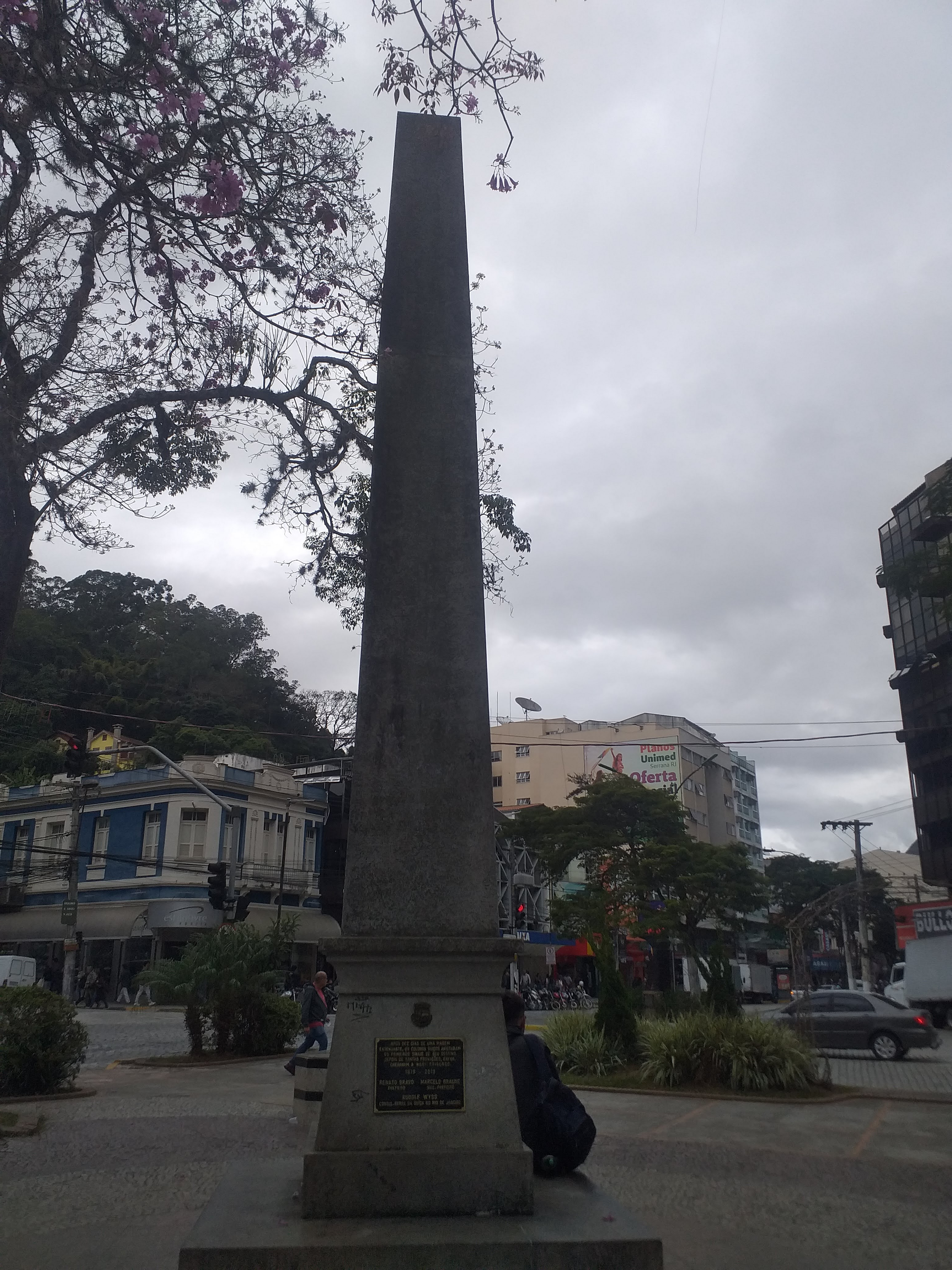
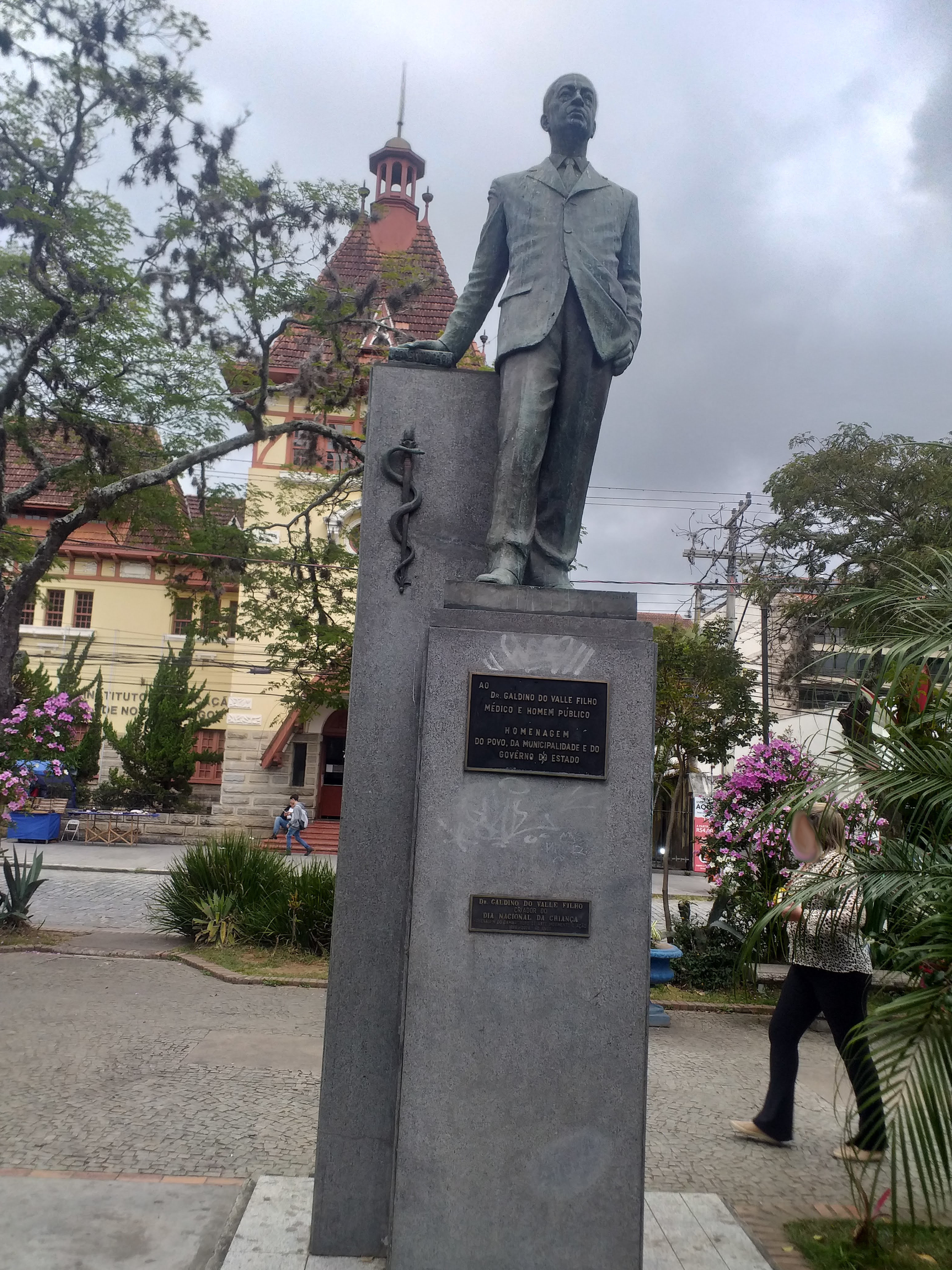
Estátua Dr. Galdino do Valle Filho
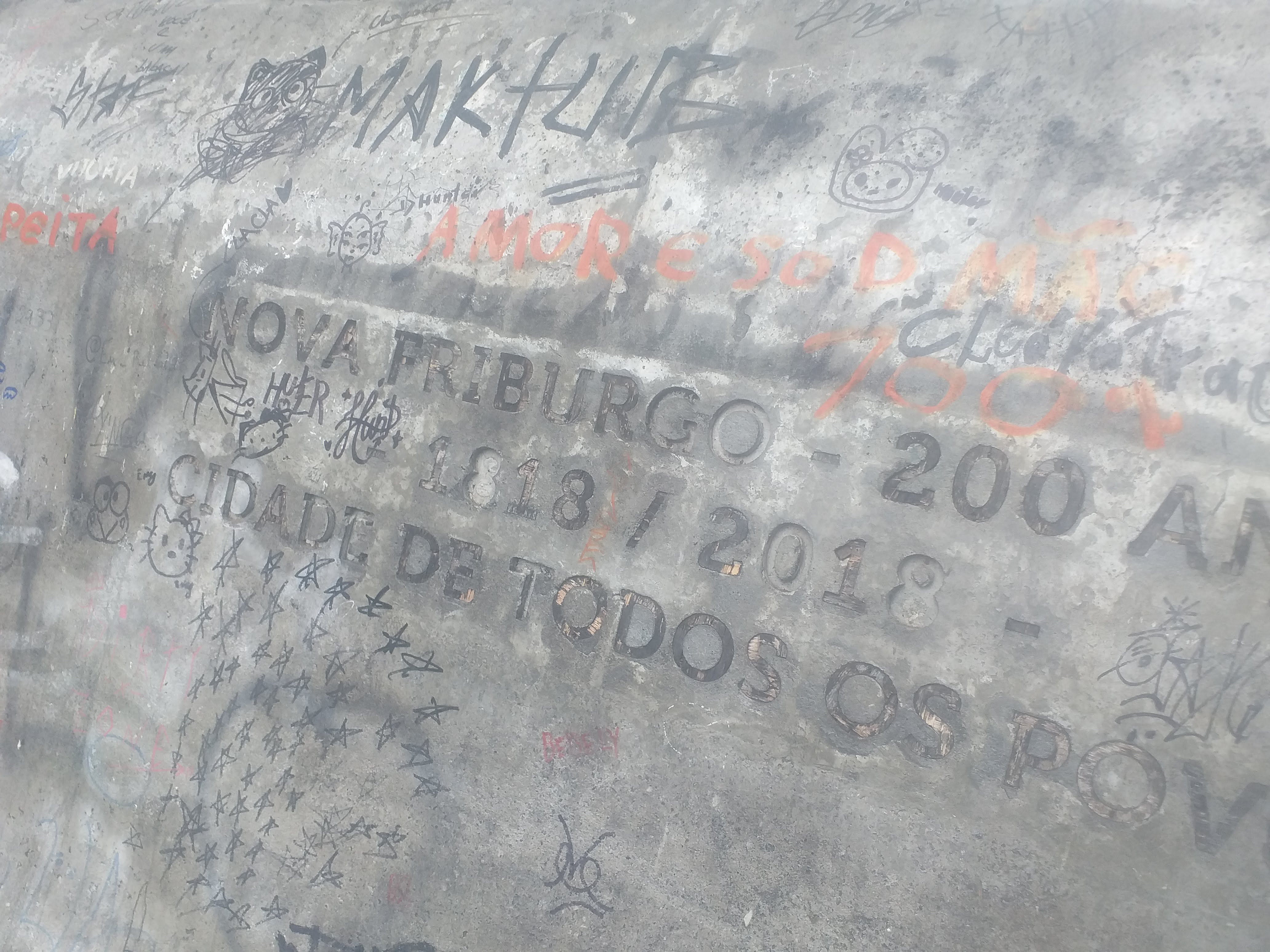
Vandalismo
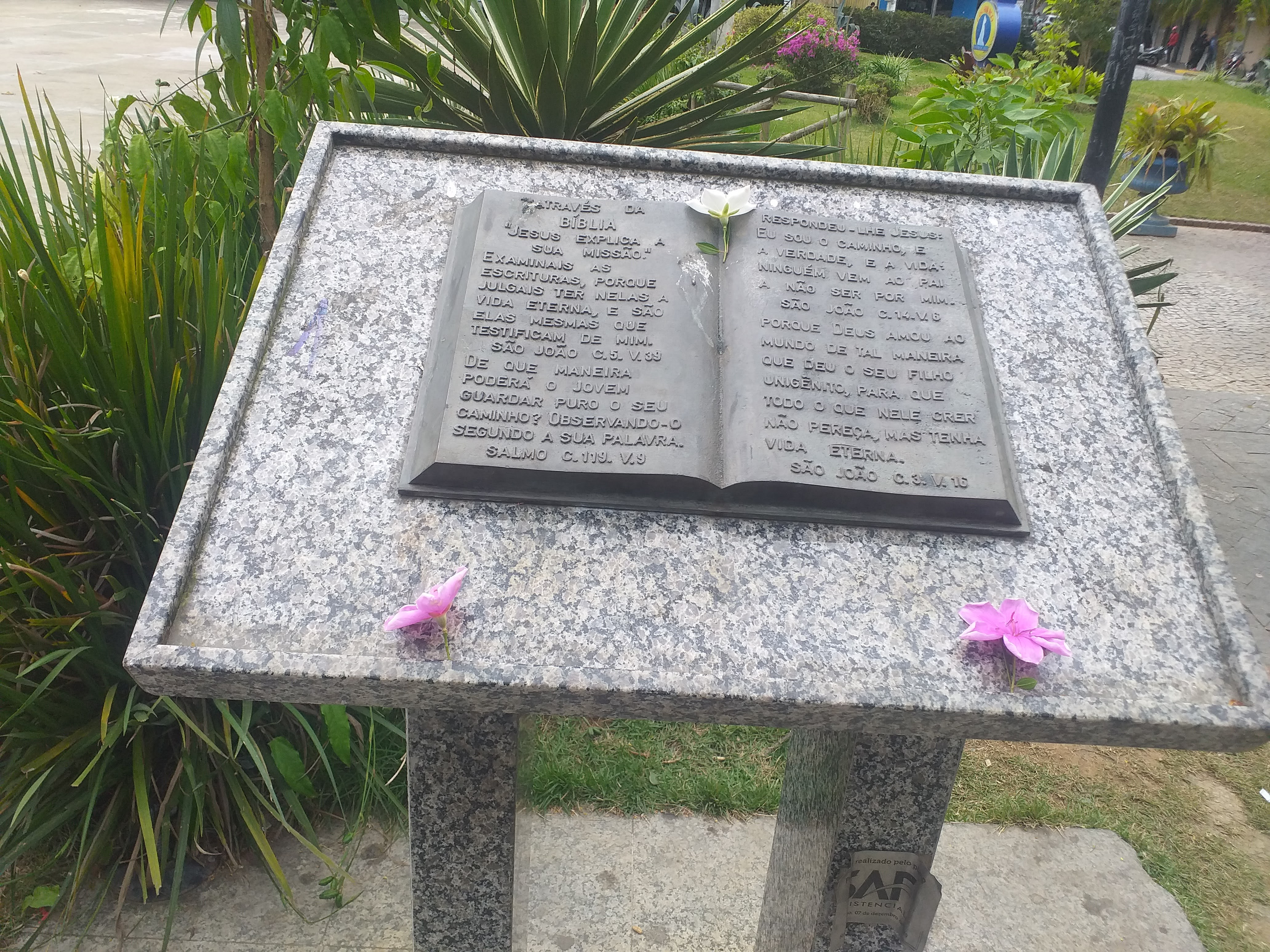
Frase Religiosa